# Joel Stebbins
Pour les articles homonymes, voir Stebbins.
Joel Stebbins (Omaha (Nebraska), 30 juillet 1878 – Palo Alto, 16 mars 1966) est un astronome américain pionnier de la photométrie utilisant l'effet photoélectrique.

## Biographie
Il reçoit son Ph.D. de l'université de Californie, est directeur de l'observatoire de l'Université de l'Illinois de 1903 à 1922, de celui de Washburn de l'université du Wisconsin de 1922 à 1948. Après 1948, Stebbins continue ses recherches de l'Observatoire Lick jusqu'à sa retraite en 1958.
Stebbins utilise la photométrie photoélectrique de ses débuts dans les années 1900 jusqu'à sa maturité dans les années 1950 quand elle succède à la photographie comme méthode principale de photométrie. Il examine ainsi des binaires à éclipses, le rougissement de la poussière interstellaire, la couleur des galaxies et des étoiles variables.

## Distinctions et récompenses
Récompenses
- Prix Rumford en 1913,
- Médaille Henry Draper en 1915,
- Médaille Bruce en 1941,
- Médaille d'or de la Royal Astronomical Society en 1950,
- Henry Norris Russell Lectureship en 1956.

Éponyme
- Le cratère Stebbins (en) sur la Lune,
- L'astéroïde (2300) Stebbins